# Saint-Jean-Soleymieux
Saint-Jean-Soleymieux – miejscowość i gmina we Francji, w regionie Owernia-Rodan-Alpy, w departamencie Loara.
Według danych na rok 1990 gminę zamieszkiwały 683 osoby, a gęstość zaludnienia wynosiła 41 osób/km² (wśród 2880 gmin regionu Rodan-Alpy Saint-Jean-Soleymieux plasuje się na 995. miejscu pod względem liczby ludności, natomiast pod względem powierzchni na miejscu 670.).

## Galeria

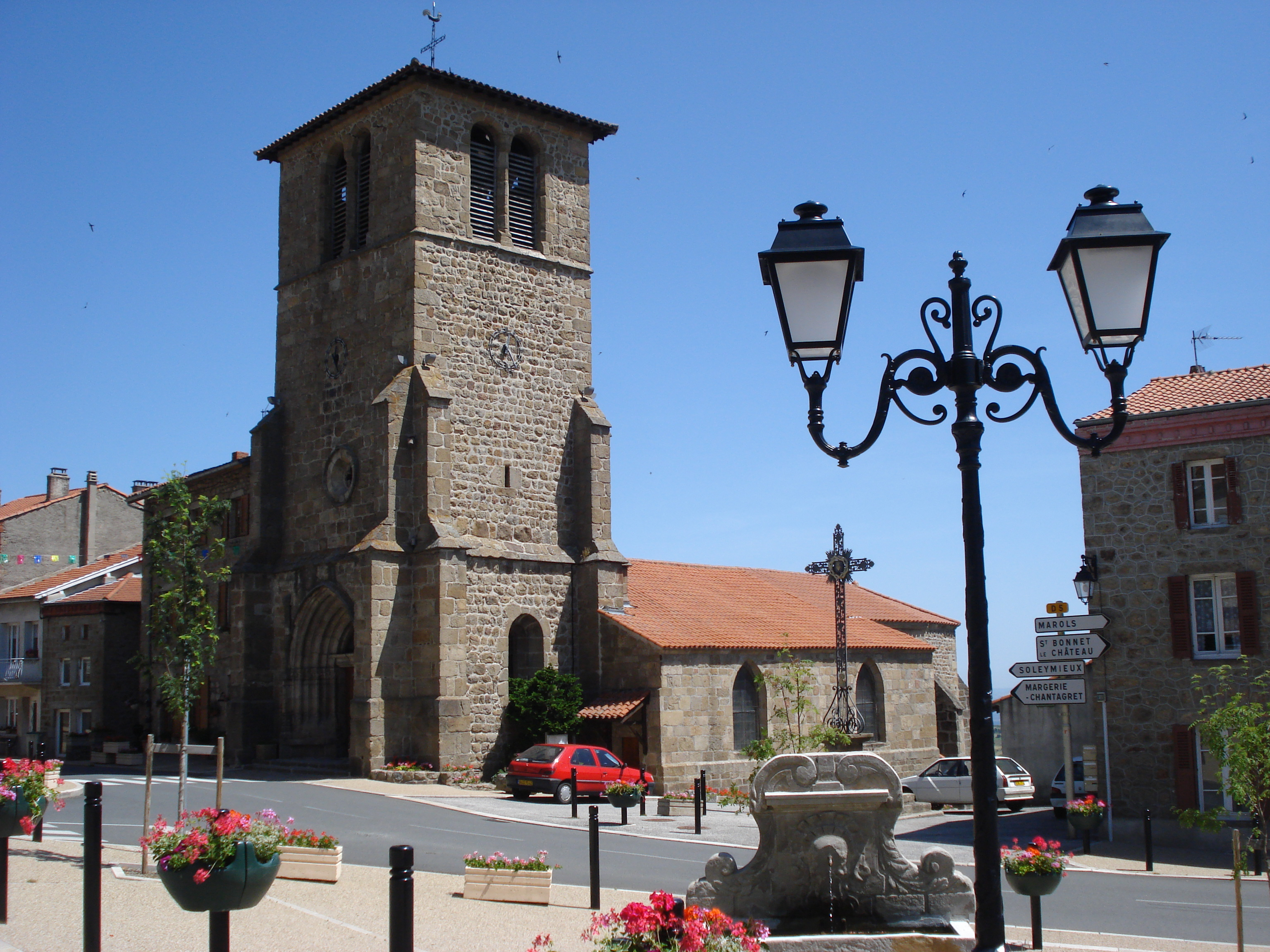
Kościół w Saint-Jean-Soleymieux, 2009